# Valeur efficace
 (juillet 2023).
Si vous disposez d'ouvrages ou d'articles de référence ou si vous connaissez des sites web de qualité traitant du thème abordé ici, merci de compléter l'article en donnant les références utiles à sa vérifiabilité et en les liant à la section « Notes et références ».
La valeur efficace d'un signal périodique ou d'un signal aléatoire  ergodique est la racine carrée de la moyenne du carré de cette grandeur, sur un intervalle de temps donné ou la racine carrée du moment d'ordre deux (ou écart-type) du signal :
{\displaystyle x_{\mathrm {efficace} }=\lim _{T\rightarrow \infty }{\sqrt {{1 \over {2T}}{\int _{-T}^{T}{x}^{2}(t)\,\mathrm {\mathrm {d} } t}}}}.
En électricité, la valeur efficace d’un courant ou d'une tension variables au cours du temps correspond à la valeur d'un courant continu ou d'une tension continue qui produirait un échauffement identique dans une résistance.

## Définitions

### Valeur efficace d'un courant
La valeur efficace {\displaystyle I} d'une intensité {\displaystyle i(t)} d'un courant variable au cours du temps de période {\displaystyle T} est égale à l’intensité du courant continu dissipant la même énergie {\displaystyle E} que {\displaystyle i(t)} à travers une résistance {\displaystyle R} sur une période {\displaystyle T}.
{\displaystyle E=U\cdot I\cdot T=R\cdot I^{2}\cdot T=R\cdot \int _{t_{0}}^{t_{0}+T}i^{2}(t)\cdot \mathrm {d} t}
La valeur efficace s'exprime alors comme la racine carrée de la moyenne du carré de l'intensité calculée sur une période {\displaystyle T}. La dénomination anglaise RMS signifie root mean square, soit « racine de la moyenne du carré » (ou « moyenne quadratique »).
{\displaystyle I={\sqrt {{\frac {1}{T}}\cdot \int _{t_{0}}^{t_{0}+T}i^{2}(t)\cdot \mathrm {d} t}}}
| Signal (régime établi) | Forme d'onde | I                                              |
| ---------------------- | ------------ | ---------------------------------------------- |
| sinusoïdal             |              | {\displaystyle {\frac {I_{\max }}{\sqrt {2}}}} |
| triangulaire           |              | {\displaystyle {\frac {I_{\max }}{\sqrt {3}}}} |
| carré et symétrique    |              | {\displaystyle I_{\max }}                      |

### Valeur efficace d'une tension
La valeur efficace d'une tension, usuellement notée U, correspond physiquement à la valeur de la tension continue qui provoquerait une même dissipation d'énergie que la tension variable u(t) si elle était appliquée aux bornes d'une résistance.
Mathématiquement, elle se calcule par :
{\displaystyle U={\sqrt {{\frac {1}{T}}\cdot \int _{t_{0}}^{t_{0}+T}u^{2}(t)\cdot \mathrm {d} t}}}
| Signal (régime établi) | Forme d'onde | U                                              |
| ---------------------- | ------------ | ---------------------------------------------- |
| sinusoïdal             |              | {\displaystyle {\frac {U_{\max }}{\sqrt {2}}}} |
| triangulaire           |              | {\displaystyle {\frac {U_{\max }}{\sqrt {3}}}} |
| carré et symétrique    |              | {\displaystyle U_{\max }}                      |

### Cas particulier des régimes sinusoïdaux
Pour les régimes sinusoïdaux de tension et de courant
{\displaystyle u(t)=U_{\max }\cdot \sin(\omega \cdot t)},
on peut montrer que la valeur efficace est égale à la valeur de crête (valeur maximale, Umax) divisée par la racine carrée de deux :
{\displaystyle U={\frac {U_{\max }}{\sqrt {2}}}}
Il en est de même pour l'intensité.
Exemple : l'électricité domestique fournie en Europe possède une valeur maximale aux alentours de 325 volts, soit {\displaystyle U={\tfrac {325}{\sqrt {2}}}=230V}

### Remarques
- La valeur efficace est toujours supérieure ou égale à la valeur absolue de la valeur moyenne : {\displaystyle G\geq \left|{\overline {g(t)}}\right|}.
- Une grandeur {\displaystyle g(t)} et la valeur absolue de cette grandeur {\displaystyle \left|g(t)\right|} ont la même valeur efficace.

## Mesures des valeurs efficaces
Les appareils qui mesurent l'intensité des courants électriques se nomment ampèremètres et ceux qui mesurent les tensions se nomment voltmètres. La mesure des valeurs efficaces a toujours été plus difficile donc plus coûteuse que la mesure des valeurs moyennes. 
On peut décomposer les appareils capables de mesurer les valeurs efficaces en trois familles :

### Les appareils analogiques utilisant l'électromagnétisme
D'une manière générale, la bande passante de ce type d'appareil est toujours limitée à quelques centaines de hertz.

#### Les appareils ferromagnétiques
Ou à fer mobile. 
Un champ magnétique est créé par un courant image de la grandeur (courant ou tension) à mesurer. Sous l'influence de ce champ magnétique, deux palettes en fer doux se repoussent avec une force dont l'intensité dépend de la valeur moyenne du carré du champ donc de la valeur efficace de la grandeur à mesurer.

#### Les appareils électrodynamiques
C'est le principe utilisé dans les wattmètres analogiques. 
Une bobine fixe traversée par un courant {\displaystyle i_{1}} crée le champ magnétique. Une autre bobine, mobile celle-là, est traversée par un courant {\displaystyle i_{2}}. Dans le cas des wattmètres, l'un des courants (bobine fixe) est l'image de l'intensité traversant le dipôle, l'autre (bobine mobile) est l'image de la tension à ses bornes. La mesure finale de puissance donnée par le wattmètre est proportionnelle à la tension et au courant efficaces ainsi mesurés.
Mais si ces courants sont proportionnels à la même grandeur (tension ou courant), la déviation obtenue dépend de la valeur efficace de cette grandeur.
Souvent les appareils de ce type peuvent être utilisés en wattmètre, en voltmètre ou en ampèremètre.

#### Les appareils électrostatiques
Ces appareils étaient toujours destinés à la mesure en haute tension. Ils utilisaient les forces de répulsions s'exerçant entre des pièces mobiles soumises à des différences de potentiels de même signe.

### Les appareils analogiques utilisant les phénomènes électrothermiques
Les appareils électrothermiques sont constitués d'un fil dont on mesure l'allongement par échauffement. Ce fil est une résistance pure et l'allongement est donc lié directement à la valeur efficace du courant qui le parcourt, le fil s'échauffe de la même façon que s'il était parcouru par un courant continu égal à cette valeur. De plus, comme il s'agit d'une résistance pure, il n'est pas influencé par la fréquence du courant alternatif.
Leur principal « défaut » est qu'ils sont lents. Les phénomènes thermiques demandent du temps.
Cette inertie thermique entraîne une « lenteur de réaction » de l'appareil de mesure, ce qui devient un avantage pour les mesures de phénomènes à variation lente.
Certains voltmètres utilisent un dispositif comportant un système asservi ayant pour consigne de générer une tension continue qui, lorsqu'elle est appliquée aux bornes d'une résistance, produit le même effet thermique que la tension à mesurer. Cette tension continue est ensuite numérisée par le convertisseur. C'est, par exemple, le cas du RMS-sensor qui équipe certains voltmètres de la société FLUKE (le modèle 792A par exemple). La résistance et le transistor sont fabriqués sur le même support semi-conducteur ; la tension entre la base et l'émetteur est fonction de la température de la jonction base-émetteur. Deux de ces ensembles sont utilisés dans un montage différentiel, l'équilibre étant créé lorsque les deux températures des jonctions sont égales.

### Les appareils numériques
On nomme voltmètre  ou ampèremètre RMS ou TRMS des appareils numériques qui mesurent effectivement la valeur efficace et non pas la valeur moyenne de la valeur absolue multipliée par un coefficient comme le font les voltmètres numériques bas de gamme.
Actuellement, et ce depuis environ 2010, tous les oscilloscopes sont numériques et proposent en standard la mesure de la valeur efficace.[réf. souhaitée]